# Urso-polar
O urso-polar (nome científico: Ursus maritimus), também conhecido como urso-branco, é uma espécie de mamífero carnívoro da família Ursidae encontrada no círculo polar Ártico. Ele é o maior carnívoro terrestre conhecido e também o maior urso, juntamente com o urso-de-kodiak, que tem aproximadamente o mesmo tamanho. Embora esteja relacionado com o urso-pardo, esta espécie evoluiu para ocupar um estreito nicho ecológico, com muitas características morfológicas adaptadas para as baixas temperaturas, para se mover sobre neve, gelo e na água, e para caçar focas, que compreende a maior porção de sua dieta.
A espécie está classificada como "vulnerável" pela União Internacional para a Conservação da Natureza e dos Recursos Naturais (IUCN), com oito das dezenove subpopulações em declínio. Entre as ameaças que atingem o urso estão o desenvolvimento da região com a exploração de petróleo e gás natural, contaminação por poluentes, caça predatória e efeitos da mudança climática no habitat. Por centenas de anos, o urso-polar tem sido uma figura chave na vida cultural, espiritual e  material dos povos indígenas do Ártico, aparecendo em muitas lendas e contos desses povos.

## Nomenclatura e taxonomia
A espécie foi descrita como Ursus maritimus por Constantine John Phipps, 2º Barão de Mulgrave, em seu livro "A voyage towards the North Pole" publicado em 1774. (a) Em 1825, John Edward Gray cunhou o termo genérico Thalarctos(b) para o urso-polar levando em conta as diferenças na coloração, formato do crânio, número de pré-molares e nos hábitos. A taxonomia da espécie passou por mudanças ao longo dos anos, com uma corrente de pesquisadores sustentando que a espécie merecia figurar em um gênero distinto, sendo assim utilizando o binômio Thalarctos maritimus, enquanto outro grupo continuava a usar a combinação original da espécie, fazendo com que a mesma permanecesse no gênero Ursus. A controversa posição taxonômica da espécie só foi estabilizada na década de 1990, quando análises genéticas, especialmente de sequências de DNA mitocondrial, comprovaram o parentesco entre o urso-pardo e o urso-polar.
O estudo do ADN mitocondrial revelou que o urso-pardo era parafilético em relação ao polar, com os animais do arquipélago de Alexander (especialmente os indivíduos das ilhas Admiralty, Baranof e Chichagof), no sudeste do Alasca, mais próximos aos ursos-polares do que do restante dos ursos-pardos. Pesquisas subjacentes corroboraram estes resultados e sugeriram que os espécimes presentes no arquipélago Alexander representavam os descendentes que originaram o urso-polar. Um estudo divergente estipulou os indivíduos da Irlanda como prováveis descendentes da linhagem polar. Em 2012, um estudo analisando ADN nuclear colocou o urso-polar fora do clado do urso-pardo, restaurando a monofilia de ambas as espécies. Híbridos férteis entre ursos-polares e pardos são conhecidos em cativeiro, entretanto, são extremamente raros na natureza. Em 2006, um animal híbrido foi morto no extremo sul da ilha Banks, no ártico canadense, e apresentava características mistas como a pelagem branca intercalada com manchas castanhas, garras longas, face côncava e uma corcova. Exames de DNA confirmaram que o híbrido provinha de uma mãe urso-polar e um pai urso-pardo.
O urso-polar é uma espécie monotípica, não sendo reconhecida nenhuma subespécie. No passado alguns pesquisadores reconheciam a existência de subespécies e até de várias espécies de ursos-polares, como Theodor Knottnerus-Meyer, que em 1908 descreveu quatro novas espécies e uma nova subespécie, e Alexei Andreevich Byalynitsky-Birula que em 1932 reconhecia um espécie com três subespécies. T. H. Manning entre 1959 e 1966 realizou uma investigação morfométrica em diversos espécimes coletados em diferentes partes da área de distribuição e determinou não haver qualquer diferença que justificasse múltiplas espécies, como também, que entre os espécimes estudados todos pertenciam a uma única subespécie atual.  Em 1998, Dale W. Rice reconheceu duas subespécies, Ursus maritimus maritimus para as populações do Atlântico e Ursus maritimus marinus para as do Pacífico, baseado no tamanho do crânio. Entretanto, a subdivisão do urso-polar em duas subespécies não têm justificativa. Uma subespécie fóssil, Ursus maritimus tyrannus, foi identificada por Björn Kurtén em 1964, baseada em uma única ulna encontrada em Kew Bridge, Londres, datada do Pleistoceno. Entretanto, uma reanálise feita por pesquisadores do Museu de História Natural de Londres concluiu que o espécime de Kew é na verdade um variedade de Ursus arctos.

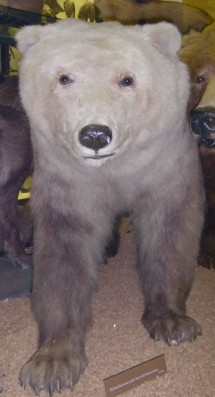
Híbrido de urso polar/pardo taxidermizado exposto no Rothschild Museum, Tring, Inglaterra.

O registro fóssil do urso-polar é bem escasso, e sua história evolutiva não é muito bem conhecida. O registro mais antigo para a espécie é uma mandíbula datada de 130 000 a 110 000 anos, encontrada em Prince Charles Foreland, Svalbard, em 2004. Outros achados subfósseis são conhecidos da Groenlândia, Noruega, Suécia, Dinamarca e Canadá. Dos exemplares provenientes do sul da Escandinávia, seis foram datados de um período entre 12 500 e 10 500 a.p. sugerindo fortemente que a distribuição do urso-polar foi influenciada pela variação climática durante o Pleistoceno Superior e o Holoceno Inferior e que ele apresentava uma distribuição mais meridional que no Presente. A análise morfométrica da mandíbula de Svalbard, quando comparada com exemplares de ursos-pardos e de ursos-polares atuais e de outros restos subfósseis encontrados, demonstram que o espécime têm as mesmas características que os animais atuais e que possivelmente tratava-se de um macho adulto. A descoberta desta mandíbula confirma que o urso-polar já era uma espécie distinta a pelo ou menos 110 000 anos.

O tempo de divergência entre as duas linhagens varia entre os pesquisadores e a metodologia utilizada. Kúrten, com base no estudo do material subfóssil, sugeriu uma origem tardia para o urso-polar, estipulando que a espécie tenha evoluído entre 70 e 100 mil anos. Estudos moleculares de relações evolutivas entre as espécies atuais diferem consideravelmente no tempo de divergência entre o urso-polar e o urso-pardo. Alguns pesquisadores corroboraram uma origem recente entre 70 000 e 100 000 anos, enquanto outros chegaram a períodos mais antigos como entre 2 e 3 milhões de anos (Ma), entre 1 e 2 Ma, entre 1 e 1,5 Ma, 1,320 Ma, entre 1,170 Ma e 660 000 , e 600 000.

## Distribuição geográfica e habitat

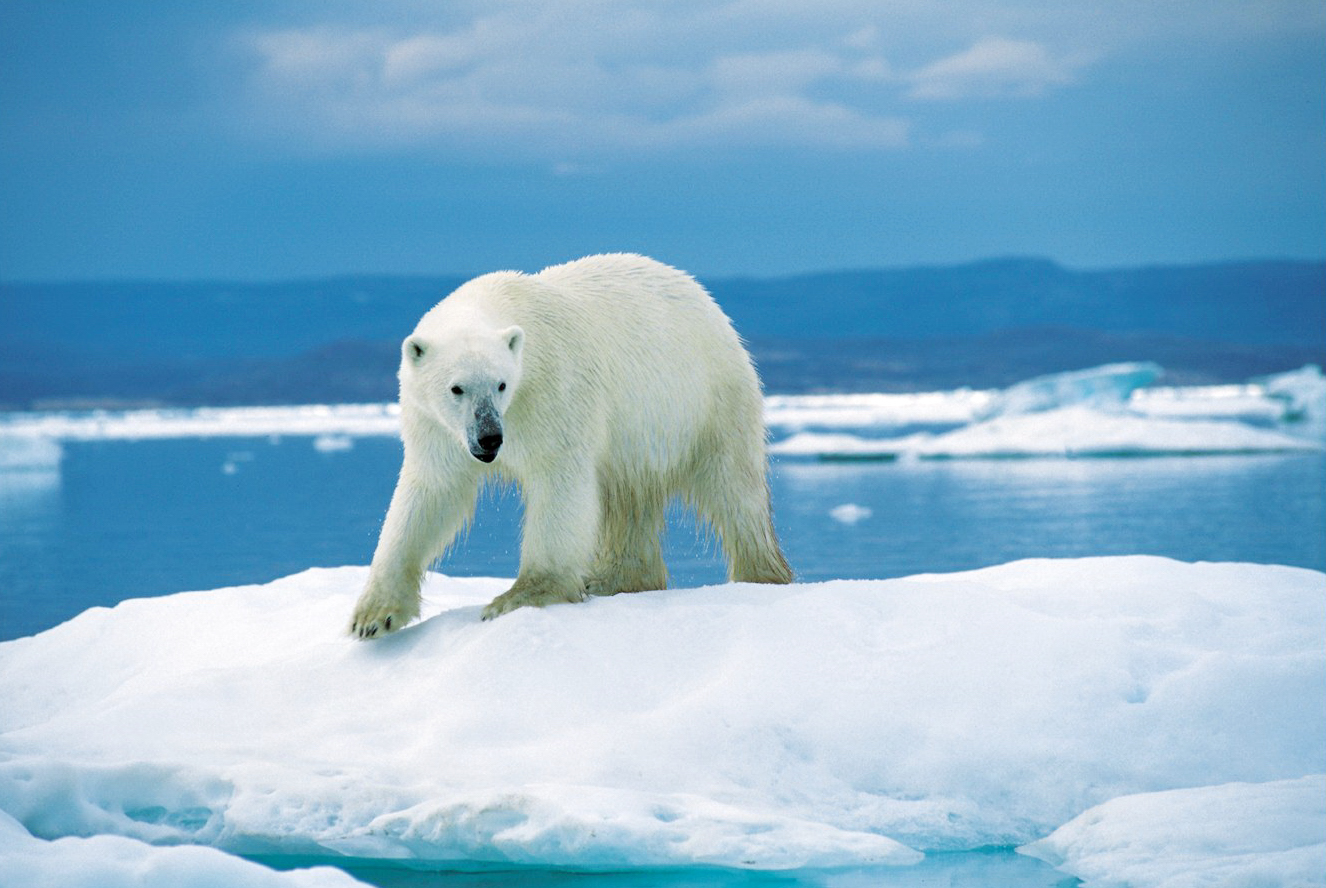
Indivíduo sob gelo flutuante na baía de Wager (Parque Nacional Ukkusiksalik, Nunavut, Canadá).

O urso-polar é encontrado no círculo polar ártico e áreas continentais adjacentes. A área de distribuição inclui territórios em cinco países: Dinamarca (Groenlândia), Noruega (Svalbard), Rússia, Estados Unidos (Alasca) e Canadá. Os limites meridionais de sua distribuição são determinados pela disposição anual do gelo flutuante e do gelo permanente durante o inverno. A espécie têm sido registrada ao norte até 88º e ao sul até a ilha St. Matthew e ilhas Pribilof, no mar de Bering, e baía de James e ilha de Terra Nova, no Canadá. Avistamentos esporádicos são relatados em Berlevåg na Noruega continental e nas ilhas Kurilas no mar de Okhotsk. Além disso, animais errantes ocasionalmente chegam na Islândia.
Na décadas de 1960 e 1970, os pesquisadores começaram a obter informações sobre a estrutura das populações de urso-polar dispersas por todo o Ártico e sobre a movimentação realizada pelos mesmos. Em 1993, durante o encontro da "IUCN's Polar Bear Specialist Group", a primeira tabela oficial da situação dessas populações foi formalizada com reconhecimento de quinze subpopulações. Em 2009, um total de dezenove subpopulações foram reconhecidas. Estes grupos reconhecidos devido a uma fidelidade sazonal a algumas áreas em particular, são geneticamente similares, não havendo evidências de que algum grupo tenha evoluído separadamente por períodos significativos de tempo.
|  | Subpopulações do urso-polar reconhecidas pelo "Polar Bear Specilaist Group" em 2010: - SB: Mar de Beaufort Meridional (SBS no mapa) - CS: Mar de Chukchi - LV: Mar de Laptev (LVS no mapa) - KS: Mar de Kara - BS: Mar de Barents - ES: Groenlândia Oriental - AB: Bacia do Ártico (no mapa compreende QE + AB) - NB: Mar de Beaufort Setentrional (NBS no mapa) - SH: Baía de Hudson Meridional (SHB no mapa) - WH: Baía de Hudson Ocidental (WHB no mapa) - FB: Bacia de Foxe - DS: Estreito de Davis - BB: Baía de Baffin - GB: Golfo de Boothia - MC: Canal de M’Clintock - LS: Estreito de Lancaster - VM: Estreito de Viscount Melville - NW: Baía Norueguesa - KB: Bacia de Kane |

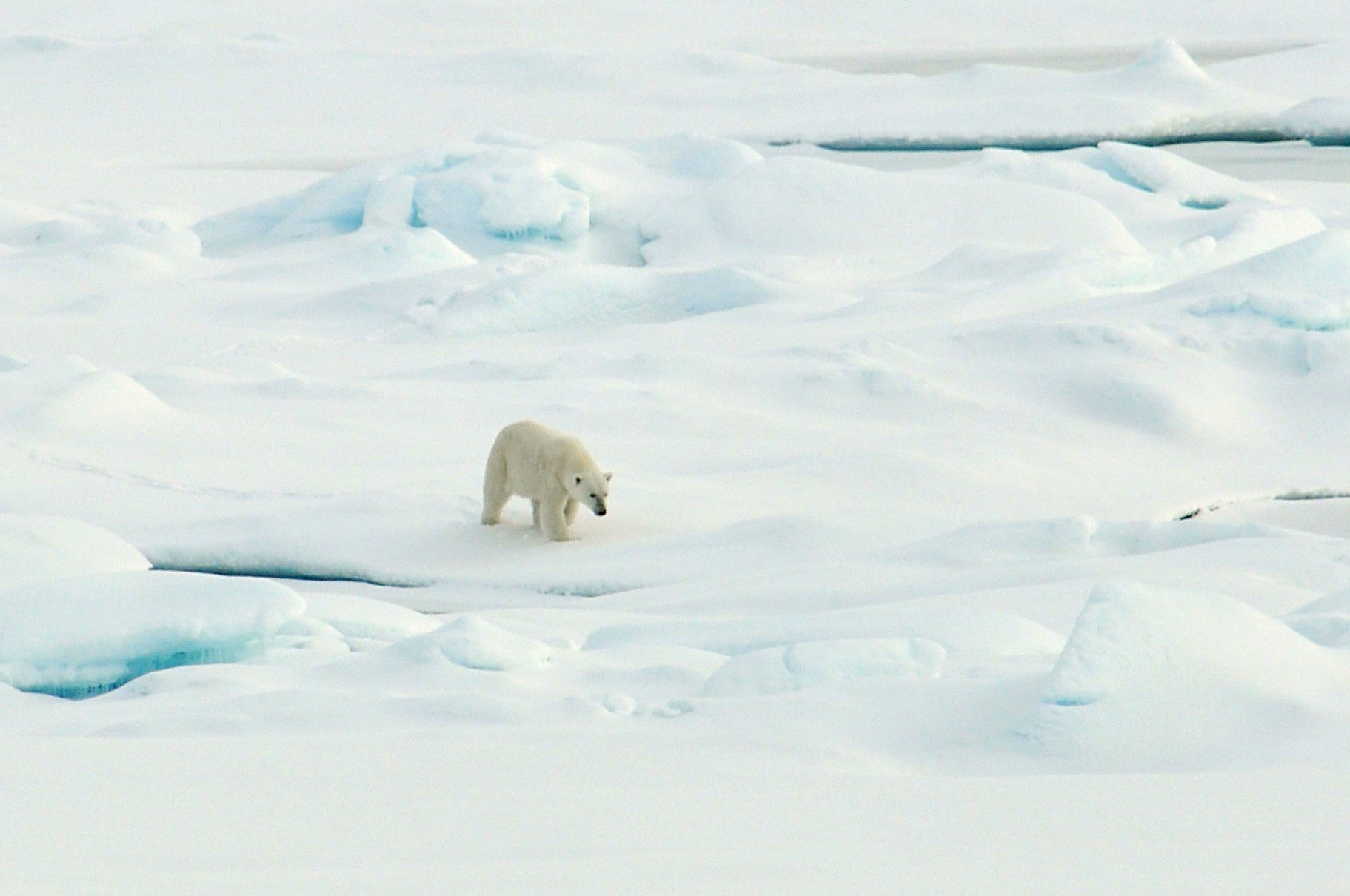
Urso sob o gelo no mar de Beaufort, Alasca.

Devido à ausência do desenvolvimento humano em seu habitat remoto, a espécie retém mais de sua distribuição original do que qualquer outro carnívoro existente. O urso-polar é frequentemente considerado um mamífero marinho por habitar primariamente o ambiente marinho. Seu habitat preferido são os bancos de gelo que cobrem as águas da plataforma continental e as áreas entre os arquipélagos árticos. Estas áreas, conhecidas como o "anel da vida do Ártico", tem alta produtividade biológica em comparação com as águas profundas do Ártico. O urso-polar tende a frequentar áreas onde o gelo encontra a água, como polínias e fendas (trechos temporários de águas abertas no gelo do Ártico) ao longo do perímetro do gelo polar flutuante, raramente adentrando na bacia polar nas proximidades do polo norte, onde a densidade de focas é baixa. 

## Características
| Ficha técnica       |                       |
| Peso                | 500 – 820 kg (Machos) |
| Peso                | 350 – 500 kg (Fêmeas) |
| Comprimento         | 250 – 300 cm (Machos) |
| Comprimento         | 190 – 230 cm (Fêmeas) |
| Cauda               | 76 – 127 mm           |
| Altura              | 140 – 160 cm          |
| Tamanho de ninhada  | 1 - 3                 |
| Gestação            | 195 - 265 dias        |
| Desmame             | meses                 |
| Maturidade sexual   | 4 - 6 anos (Machos)   |
| Maturidade sexual   | 4 - 5 anos (Fêmeas)   |
| Longevidade (média) | 30 anos               |

O urso-polar é o maior carnívoro terrestre, o urso-de-kodiak(Ursus a. middendorffi) ocupa o segundo lugar sendo mais robusto que o polar, só que ligeiramente menor em tamanho. Um urso polar adulto pesa entre 350 a 700 kg e mede entre 2,4 a 3 metros de comprimento total. O corpo de um urso-polar é grande e encorpado, muito similar ao do urso-pardo, exceto pela ausência da protuberância nos ombros. O pescoço é mais longo que em qualquer outra espécie do gênero, e a cabeça é relativamente pequena e achatada. A espécie apresenta um acentuado dimorfismo sexual, sendo os machos maiores que as fêmeas em tamanho, e também com os dentes caninos maiores e uma arcada molar mais longa. Existe uma grande oscilação no tamanho dos ursos em diferentes regiões geográficas devido a existência de uma variação clinal de Spitzenberg, onde os ursos são menores, ao estreito de Bering, onde são maiores. Presumivelmente a variação clinal também é similar através da Sibéria em direção ao mar de Bering, apesar de não ter sido investigada. O maior espécime já registrado foi um macho que pesava 1,002 quilos quando foi morto em Kotzebue Sound, no noroeste do Alasca, em 1960, e que está em exposição no aeroporto de Anchorage.
A pelagem tem geralmente uma aparência branca, mas pode ser amarelada no verão, devido à oxidação provocada pelo sol ou pode até parecer cinzenta ou castanha, dependendo da estação e das condições de iluminação. A pele é preta, assim como o focinho e os lábios, e o pelo é incolor devido a falta de pigmento. A aparência branca é o resultado da luz sendo refletida a partir dos pelos transparentes. A pelagem é composta por uma densa camada de subpelos, com cerca de 5 centímetros de comprimento, e uma camada de pelos externos com 15 centímetros.

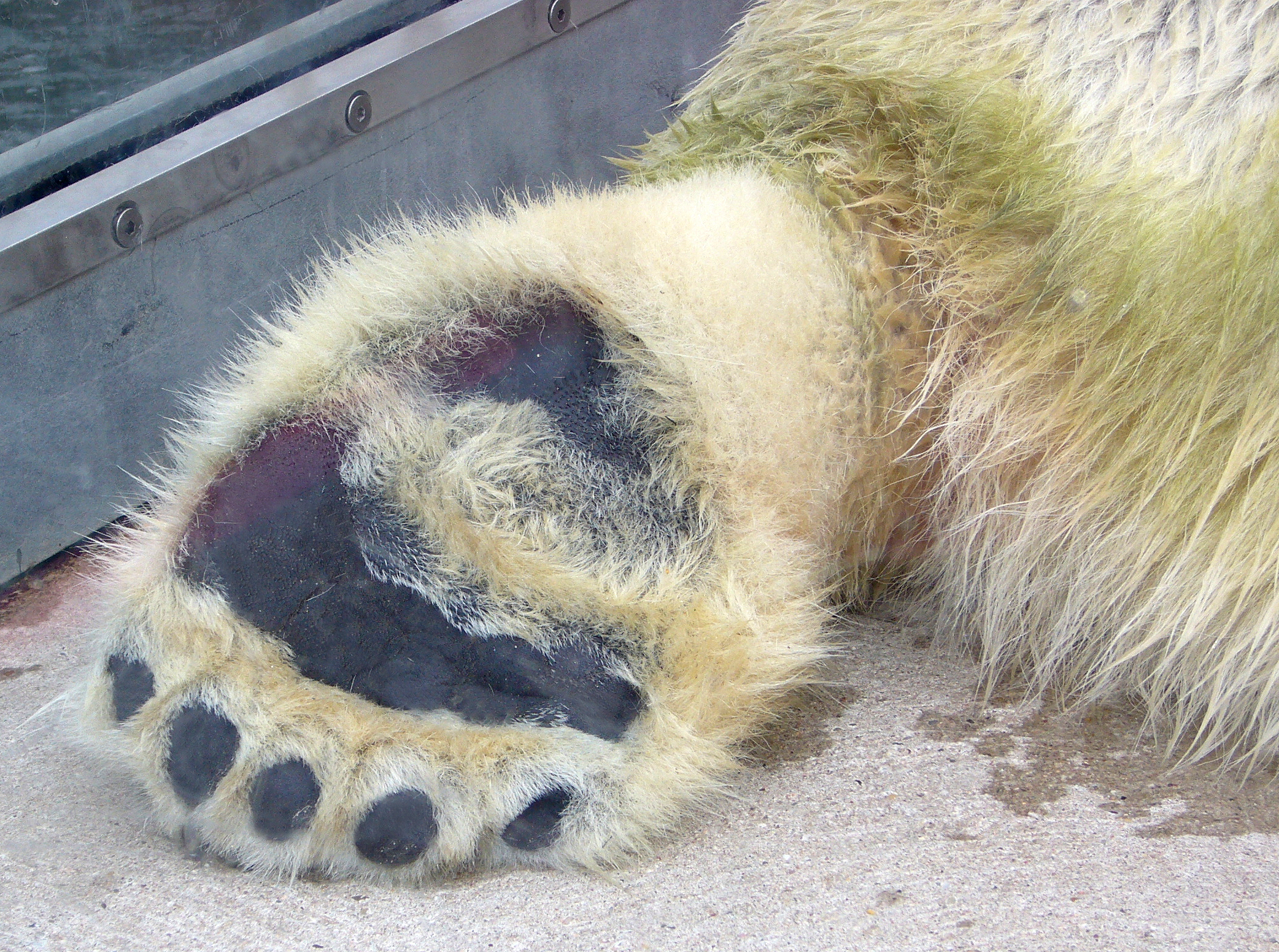
Pata traseira de um urso-polar.

O urso-polar tem um andar plantígrado e possui cinco dígitos em cada pata. As patas dianteiras são maiores e possuem uma convergência com remos, que auxiliam no nado. As garras não são retráteis e medem de cinco a sete centímetros nos adultos. As solas das patas, traseiras e dianteiras, são peludas tanto para o isolamento térmico como para tração ao caminhar sobre gelo e neve. As fêmeas têm quatro mamas funcionais.
Os dentes refletem a sua dieta altamente carnívora. Os incisivos não são especializados e os caninos são alongados, cônicos e ligeiramente curvados. Os dentes carniceiros são pouco desenvolvidos e os primeiros pré-molares são rudimentares. A fórmula dentária é: {\displaystyle {\tfrac {3.1.2-4.2}{3.1.2-4.3}}\times 2=38-42}.

## Comportamento e ecologia

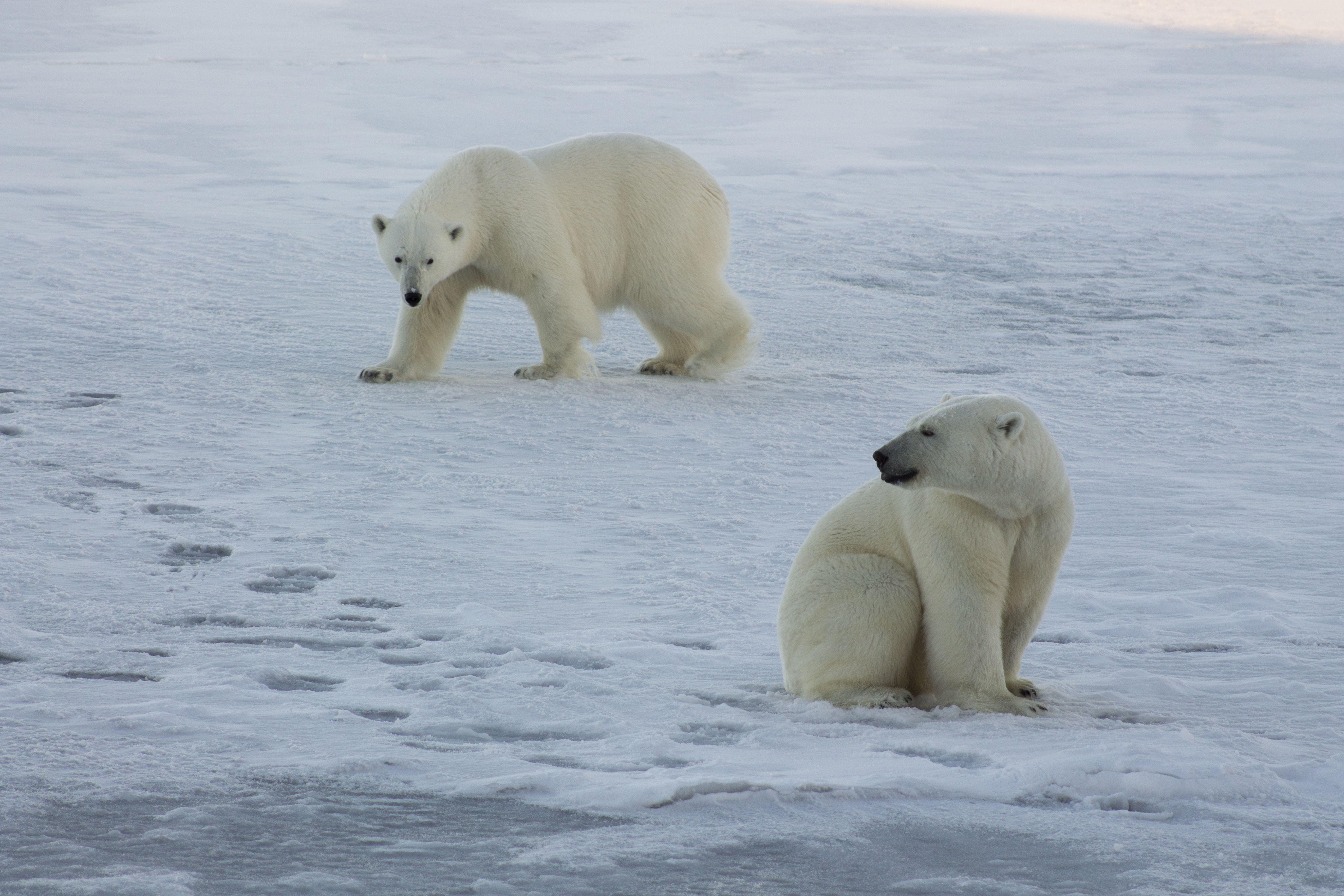
O corportamento de como ursos reagem ao encontrar outro da mesma espécie

O urso-polar é um animal solitário, exceto na época reprodutiva, e em certas épocas do ano quando machos adultos são altamente sociáveis. O pico de atividade ocorre no final da primavera e início do verão quando as focas são mais abundantes.
A espécie vive numa área de vida que incluem os locais de alimentação, de ninho, de acasalamento e de refúgio. Essas áreas não são defendidas e sobrepõe-se com a de outros ursos. Se as condições do gelo permitirem, um urso pode utilizar a mesma área ano após ano. As áreas de vida das fêmeas variam de pequenas delimitações de até 200 quilômetros quadrados a extensas áreas de até 960 000 quilômetros quadrados. Vários fatores afetam a quão grande será a área utilizada por uma fêmea num ano. Mães com filhos mais velhos têm áreas maiores, fêmeas com recém-nascidos áreas menores. Diferenças no tamanho entre populações também são afetadas pela dinâmica do gelo marinho, e são maiores nas áreas de gelo flutuante e menores no gelo permanente. As áreas de vida de machos são pouco estudadas, mas devem ser similares as das fêmeas adultas.
O urso é um excelente nadador e indivíduos têm sido vistos em águas abertas a cerca de 320 quilômetros da costa. Com sua gordura corporal fornecendo flutuabilidade, ele nada num estilo cachorrinho usando seus membros dianteiros para propulsão, alcançando uma velocidade de até 9,7 km/h. Ao caminhar, o urso-polar tende a ter um andar desajeitado e mantém uma velocidade média de cerca de 48 km/h. Quando em corrida, pode chegar a até 40 km/h.

## Dieta e hábitos alimentares

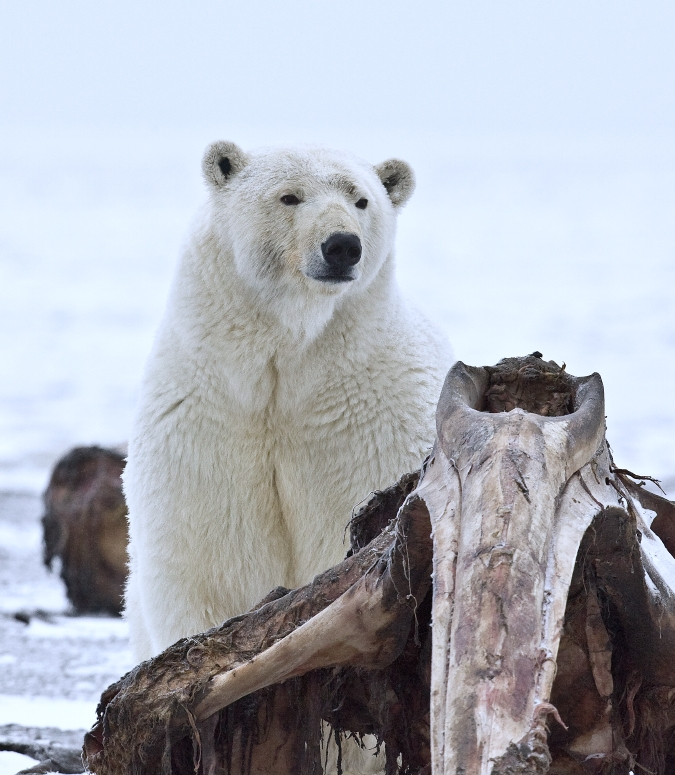
Urso-polar se alimentando de uma carcaça.

O urso-polar é o membro mais carnívoro da família. Sua dieta consiste principalmente de focas-aneladas (Phoca hispida), e em menor frequência focas-barbudas (Erignathus barbatus). Outras focas, como a foca-da-groenlândia (Pagophilus groelandicus) e a foca-de-topete (Cystophoca cristata), também podem fazer parte da dieta. Ocasionalmente se alimenta de pequenos mamíferos, aves, ovos, peixes e vegetação (raízes, bagas, musgos e líquens) quando outras fontes não estão disponíveis. Referências escassas relatam ursos atacando belugas (Delphinapterus leucas) e narvais (Monodon monoceros). Oportunista também se aproveita de carcaças de baleias, morsas (Odobenus rosmarus), bois-almiscarados (Ovibos moschatus) e caribus (Rangifer tarandus).
As focas tornam-se presas quando vêm a superfície para respirar em buracos ou quando estão descansando no gelo. Os ursos-polares caçam principalmente na interface entre água e gelo; raramente conseguindo caçar em terra ou em águas abertas. O método mais comum utilizado pela espécie é a "caça de espera". O animal utiliza-se do olfato apurado para localizar um orifício de respiração utilizado pelas focas, e agacha-se próximo em silêncio esperando a foca aparecer. Quando a presa expira, o urso sente a respiração, e atinge o buraco com uma das patas dianteiras, e arrasta o animal para fora do gelo. O urso-polar mata a foca mordendo sua cabeça até esmagar o crânio. O urso-polar também utiliza a "caça por perseguição", que consiste em perseguir as focas que estão descansando sobre o gelo, surpreendendo-as com uma aproximação furtiva e então lançando-se ao ataque. Um terceiro método de caça consiste em invadir os ninhos que as focas fêmeas fazem no gelo para dar a luz e criar os filhotes.

## Reprodução

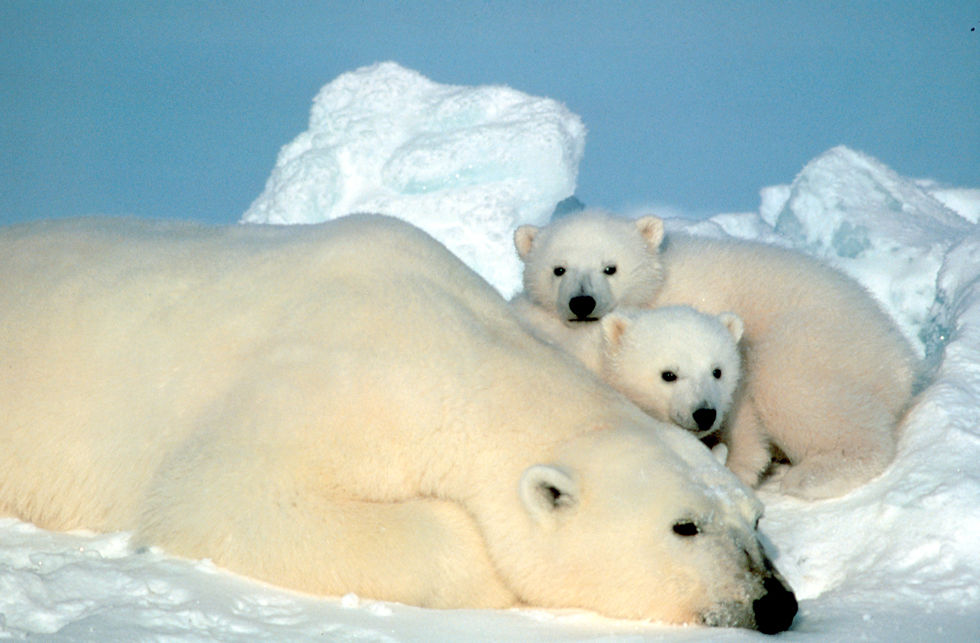
Uma mãe e seus dois filhotes.

O urso-polar tem um sistema de acasalamento poligâmico e em algumas regiões esse relacionamento é promíscuo. Machos e fêmeas permanecem juntos por um curto período de tempo enquanto as fêmeas estão receptivas, não havendo qualquer outro vínculo entre os sexos.
A estação reprodutiva ocorre no final do inverno e início da primavera, de março até junho. A maioria das ovulações ocorrem em abril e maio, fazendo que o estro não seja sincronizado. As fêmeas entram em estro a cada dois ou três anos  após o desmame dos filhotes ou após perderem as crias antes do desmame. Esta associação prolongada entre fêmea e filhotes resulta em uma relação distorcida entre os sexos funcionais, com dois a três machos disponíveis para cada fêmea no cio, levando a uma maior concorrência entre os machos para o acesso às fêmeas no cio. Consequentemente, os machos podem formar hierarquias de dominância, muitas vezes instáveis, através de combates que resultam em mordidas, escoriações e dentes quebrados, especialmente os caninos.
A implantação do óvulo fecundado é retardada até agosto ou setembro, no outono, estendendo a gestação para 195 a 265 dias. Durante a maioria do tempo, o desenvolvimento ativo do concepto é interrompido. Durante esses meses, a fêmea prenhe ingere grandes  quantidades de comida, ganhando pelo menos 200 kg e frequentemente mais do que duplicando seu peso corporal. No outono, quando as banquisas começam a se partir acabando com a possibilidade de caça, as fêmeas prenhes constroem um ninho, que consiste em um túnel de entrada estreita que leva a uma ou até a três câmaras, escavando a neve em outubro ou novembro. Os ninhos situam-se a poucos quilômetros da costa (normalmente em até 8 km) e normalmente as mesmas áreas de maternidade são utilizadas a cada ano. Na toca, ela entra em um estado dormente semelhante à hibernação. Este estado não consiste em um sono contínuo, no entanto, os batimentos cardíacos diminuem de 46 para 27 batimentos por minuto. Sua temperatura corporal não diminui durante este período como aconteceria em um típico mamífero que entra em hibernação.

## Conservação
O urso-polar está classificado como "vulnerável" pela União Internacional para a Conservação da Natureza e dos Recursos Naturais (IUCN) desde 2006. A espécie estava classificada como pouco preocupante até 2005, quando a categoria foi elevada baseada em suspeitas de uma redução na população superior a 30% dentro de três gerações (45 anos) devido ao declínio na área de ocupação, na extensão da distribuição e na qualidade do habitat. A espécie está listada no "Apêndice II" da Convenção sobre o Comércio Internacional das Espécies da Fauna e da Flora Silvestres Ameaçadas de Extinção (CITES). Em 11 de junho de 2014, o governo da Noruega redigiu uma proposta para incluir o urso-polar no "Apêndice II" da Convenção sobre a Conservação das Espécies Migratórias de Animais Silvestres (CMS).
O Departamento do Interior dos Estados Unidos em 14 de maio de 2008 listou o urso-polar entre as espécies ameaçadas sob o "Endangered Species Act". No Canadá, o "Committee on the Status of Endangered Wildlife in Canada" recomendou em abril de 2008 que o urso fosse classificado como uma espécie de interesse especial de conservação sob o "Species at Risk Act". Na Rússia está listado no "Red Data Book of the Russian Federation". Na Noruega a espécie tem proteção total contra a caça predatória desde o tratado de Svalbard de 9 de fevereiro de 1920.

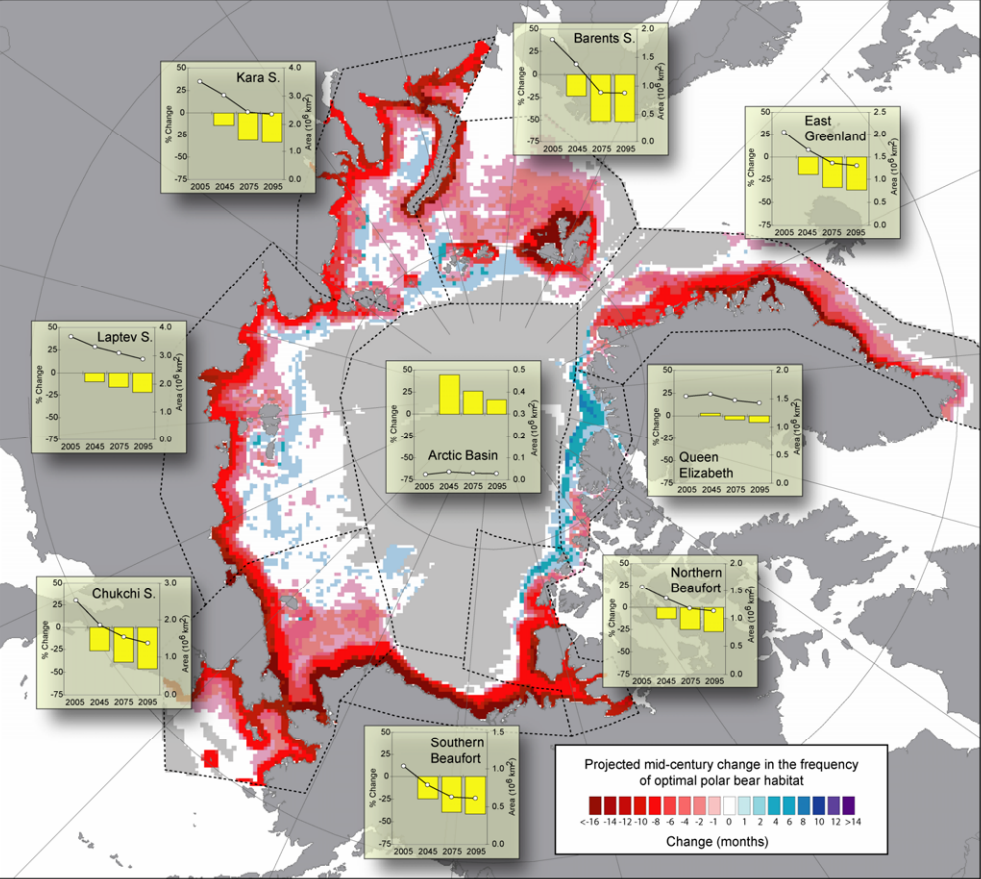
Mapa do U.S. Geological Survey que mostra mudanças projetadas no habitat do urso-polar de 2001 a 2010 e de 2041 a 2050. As áreas vermelhas indicam a perda do habitat ideal; áreas azuis indicam ganho.

Uma significante diminuição da população de ursos-polares atribuída a caça predatória ocorreu na Groenlândia e na União Soviética no início da década de 1930, e nos Estados Unidos no final da década de 1960 e início de 1970. Como resultado das perdas populacionais, um acordo internacional foi alcançado entre as cinco nações que abrigavam a espécie (Canadá, Noruega, Estados Unidos, Dinamarca e União Soviética). Estes países assinaram o "International Agreement on the Conservation of Polar Bears" em 15 de novembro de 1973, em Oslo, o qual proibia a caça não regulamentada e bania o uso de aeronaves e quebra-gelos nas caçadas. O acordo também obrigava cada nação a proteger as áreas de reprodução e rotas migratórias, como também em proceder pesquisas e compartilhar os resultados obtidos. O pacto e as ações resultantes tomadas pelos signatários foram responsáveis pela recuperação do urso-polar. A população total da espécie têm sido considerada estável desde a década de 1980.
Em 2005 a população foi estimada entre 20.000 e 25.0000 por pesquisadores durante o décimo quarto encontro internacional do "IUCN SSC Polar Bear Specialist Group" realizado entre 20 e 24 de junho em Seattle. Em 2009 durante o décimo quinto encontro realizado entre 29 de junho e 3 de julho, em Copenhague, a população encontrava-se estável, permanecendo a mesma estimativa de 20.000 a 25.000. Das dezenove subpopulações uma está em crescimento, três estão estáveis, oito estão em declínio e as outra sete não possuem dados o suficiente para se determinar a tendência populacional.

### Poluição e desenvolvimento

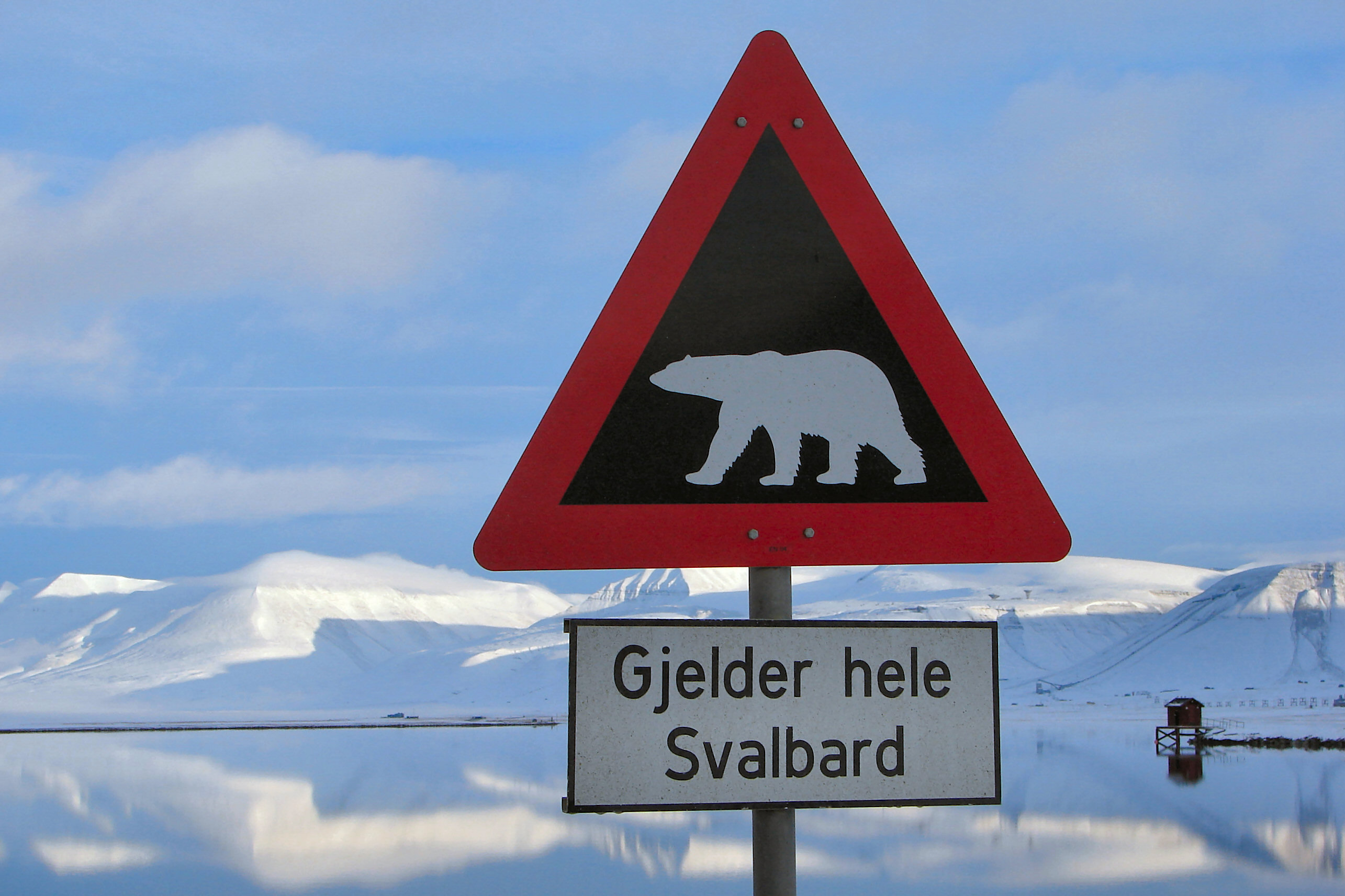
Placa de trânsito em Svalbard alertando sobre a presença de ursos-polares.

A posição do urso-polar no topo da cadeia alimentar do Ártico faz com que ele seja exposto a níveis elevados de poluentes. Entre os grupos de poluentes, destacam-se os hidrocarbonetos, os poluentes orgânicos persistentes (POPs) e os metais pesados. Uma característica chave dos poluentes é que eles tendem a persistir no meio ambiente e são resistentes à degradação. Muitos dos poluentes organoclorados são lipofílicos e ligam-se firmemente às moléculas de gordura. Os ursos-polares são particularmente vulneráveis a estes agentes, especialmente o dicloro-difenil-tricloroetano (DDT) e o pentaclorofenol (PCP), por causa da dieta rica em gordura. Estudos têm sugerido que altas concentrações de PCP têm associação direta com a diminuição da resistência às infecções devido ao comprometimento do sistema imune. Certas áreas do Ártico, como o nordeste da Groenlândia, o mar de Barents e o mar de Kara, têm níveis mais elevados de poluentes devido ao transporte global e padrões de deposição. Com base em estudos em outras espécies, é razoável acreditar que a carga de poluentes dos ursos-polares em algumas áreas estão afetando negativamente o sistema imunológico, a regulação hormonal, os padrões de crescimento, a reprodução, e as taxas de sobrevivência.
O desenvolvimento da exploração de petróleo e gás natural no Ártico tem representado um aumento das ameaças à espécie devido ao risco de derramamento de petróleo e também pelo aumento das interações entre humanos e ursos. Um provável derramamento de óleo no habitat ártico poderia resultar no acúmulo do petróleo entre as banquisas fazendo com que tanto ursos-polares quanto focas fiquem diretamente expostos ao material. Estudos têm mostrado que quando exposto ao óleo o urso pode absorver a substância ao lamber a pelagem ou a ingerir focas contaminadas, causando falência renal, desordens no sistema digestório e dano cerebral levando à morte. Outros efeitos incluem a perda do isolamento térmico pela pelagem suja, perda de pelo e irritação da pele e olhos. Outra ameaça possível é a perturbação das áreas de maternidade pelos métodos de exploração, como inspeções sísmicas, e pelo aumento de veículos circulando na região que podem afetar as fêmeas prenhes na seleção de lugares para a construção do ninho, assim como fêmeas já instaladas que podem abandonar o ninho prematuramente ou então a ninhada.

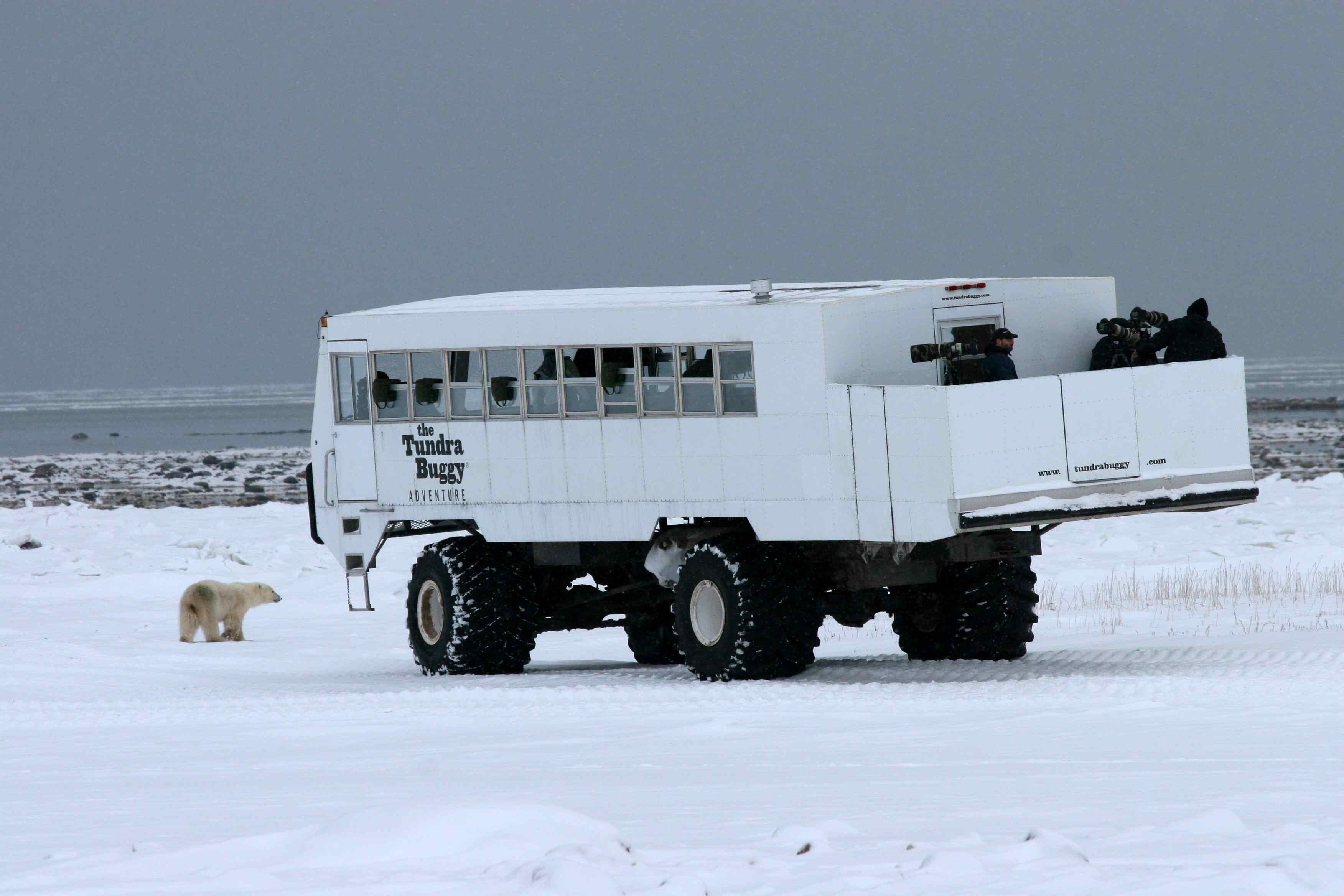
Veículo utilizado para a observação dos animais em Manitoba.

Os efeitos do aumento do tráfego de navios, poluição por componentes de perfuração dos poços de petróleo e barulho sobre os ursos-polares são desconhecidos. Nos anos recentes, o ecoturismo para a observação dos ursos-polares, especialmente em Churchill, Manitoba, tem aumentado expressivamente com um impacto positivo na economia local. A observação turística em Churchill no outono e por navios em várias áreas do Ártico no verão não tem sido associada com efeitos negativos sob as populações de ursos-polares.'

### Mudança climática
A IUCN, Arctic Climate Impact Assessment, United States Geological Survey e muitos biólogos especialistas em ursos-polares têm expressado sérias preocupações sobre o impacto das mudanças climáticas, incluindo a crença que o aquecimento global põe em risco à sobrevivência da espécie.

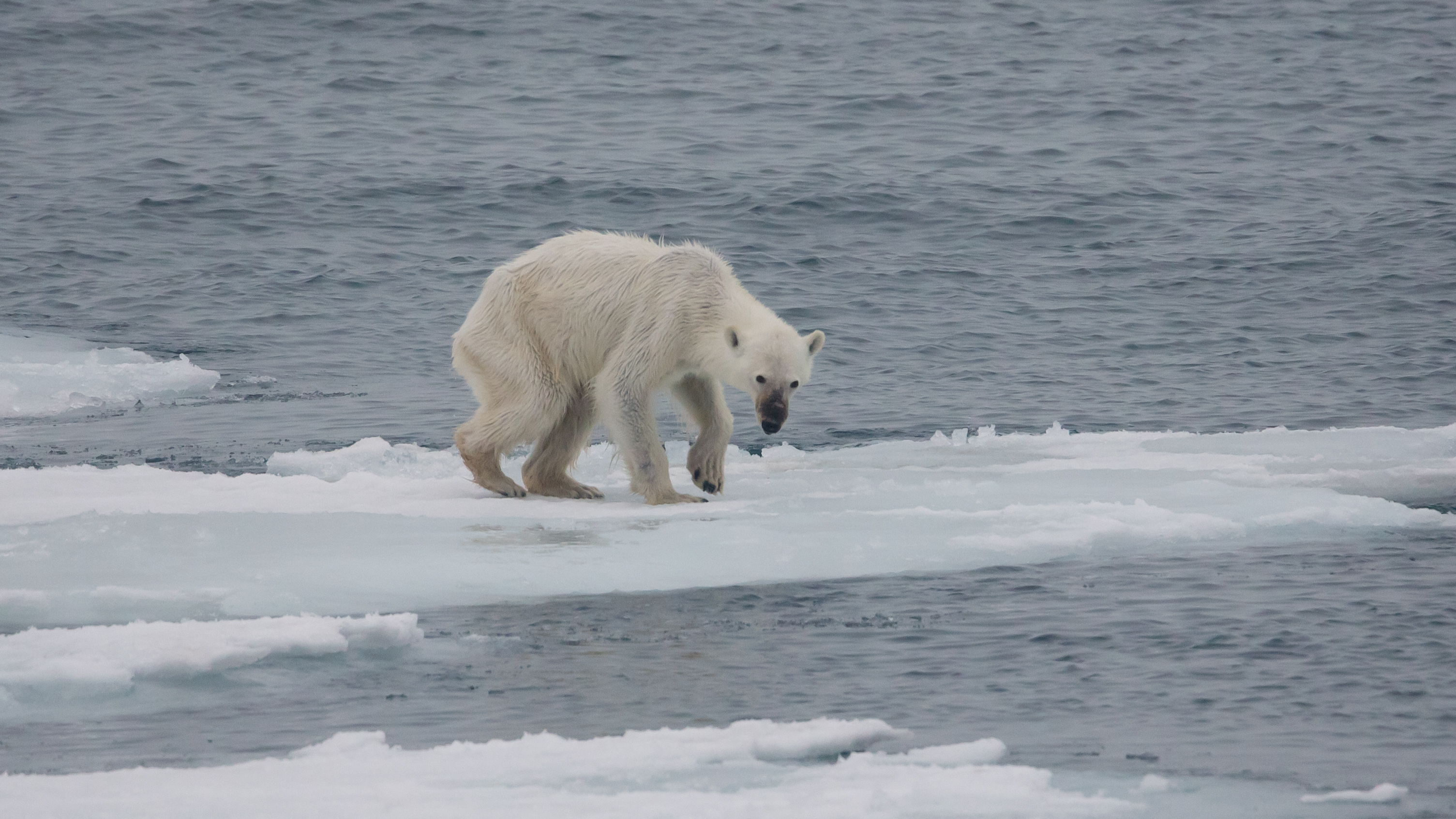
Urso-polar desnutrido em razão das mudanças climáticas e do impacto do aquecimento global sobre o verão no Círculo Polar Ártico.

O principal perigo causado pela mudança climática é a desnutrição e inanição devido à perda do habitat. Os ursos-polares caçam focas nas plataformas de gelo, e a elevação das temperaturas podem fazer com que o gelo do mar derreta mais cedo a cada ano, levando os ursos para a costa antes de terem constituído reservas de gordura suficientes para sobreviver ao período de carência alimentar no final do verão e início do outono. A redução da cobertura de gelo também força os ursos a nadarem longas distâncias, o que esgota ainda mais seus estoques de energia e, ocasionalmente, leva ao afogamento. Calotas polares mais finas tendem a deformar mais facilmente, o que parece torná-las um ambiente mais difícil para os ursos-polares conseguirem caçar focas. A nutrição insuficiente leva a diminuição das taxas reprodutivas em fêmeas adultas e menores taxas de sobrevida em filhotes e juvenis, além de baixa condição corporal em ursos de todas as idades.
Além de criar estresse nutricional, o aquecimento climático deverá afetar vários outros aspectos da vida do urso-polar, como a capacidade das fêmeas grávidas em construir tocas de maternidade adequadas devido às mudanças nas plataformas de gelo. À medida que aumenta a distância entre o gelo e o litoral, as fêmeas tendem a nadar longas distâncias para chegar as áreas de maternidade em terra. O descongelamento do permafrost afetará também os ursos que tradicionalmente constroem ninhos subterrâneos, e os invernos quentes podem resultar no colapso dos ninhos ou na redução do isolamento térmico. Para os ursos-polares que atualmente aninham em plataformas antigas, o aumento da mobilidade pode resultar em longas distâncias para as mães e filhotes jovens percorrerem quando retornarem ás áreas de caça de foca na primavera. Doenças causadas por bactéris e parasitas também podem se establecer mais rapidamente num clima mais quente.

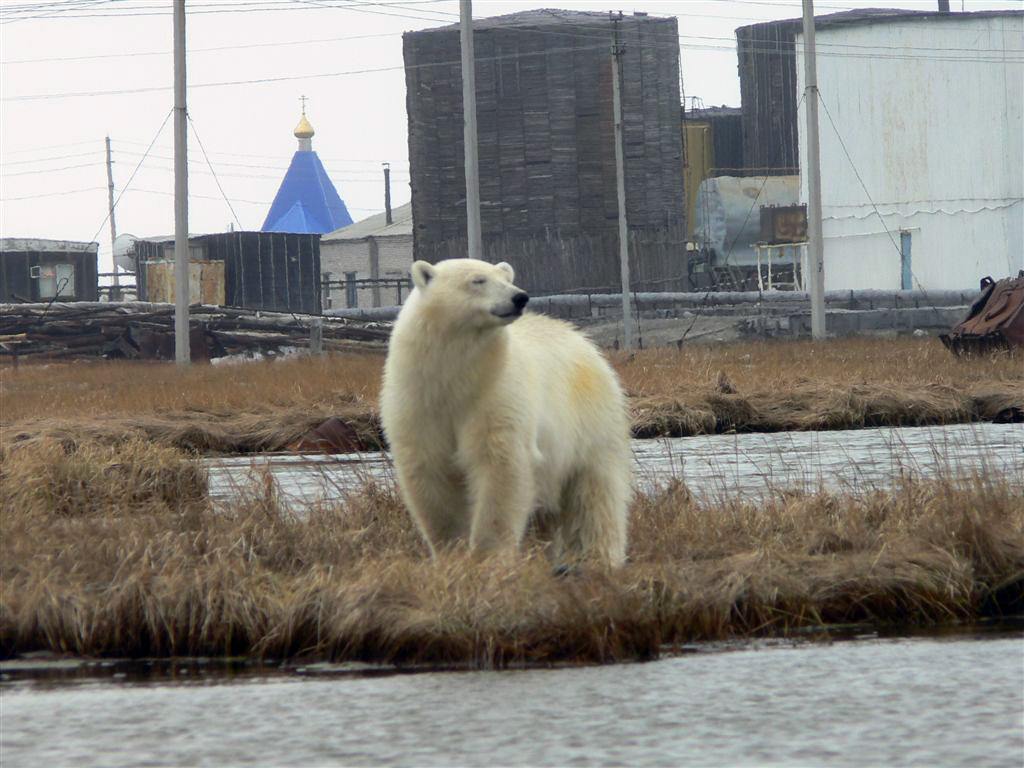
Urso-polar nas proximidades de Varandey, Rússia.

Interações problemáticas entre ursos e os humanos, como forrageamento em depósitos de lixo, têm sido historicamente mais prevalente nos anos em que o rompimento do gelo flutuante ocorreu mais prematuramente e os ursos-polares locais estavam relativamente magros. O aumento das interações ursos-humanos, incluindo ataques fatais a seres humanos, são susceptíveis a aumentar à medida que as plataformas encolhem e ursos famintos tentam encontrar comida em terra.

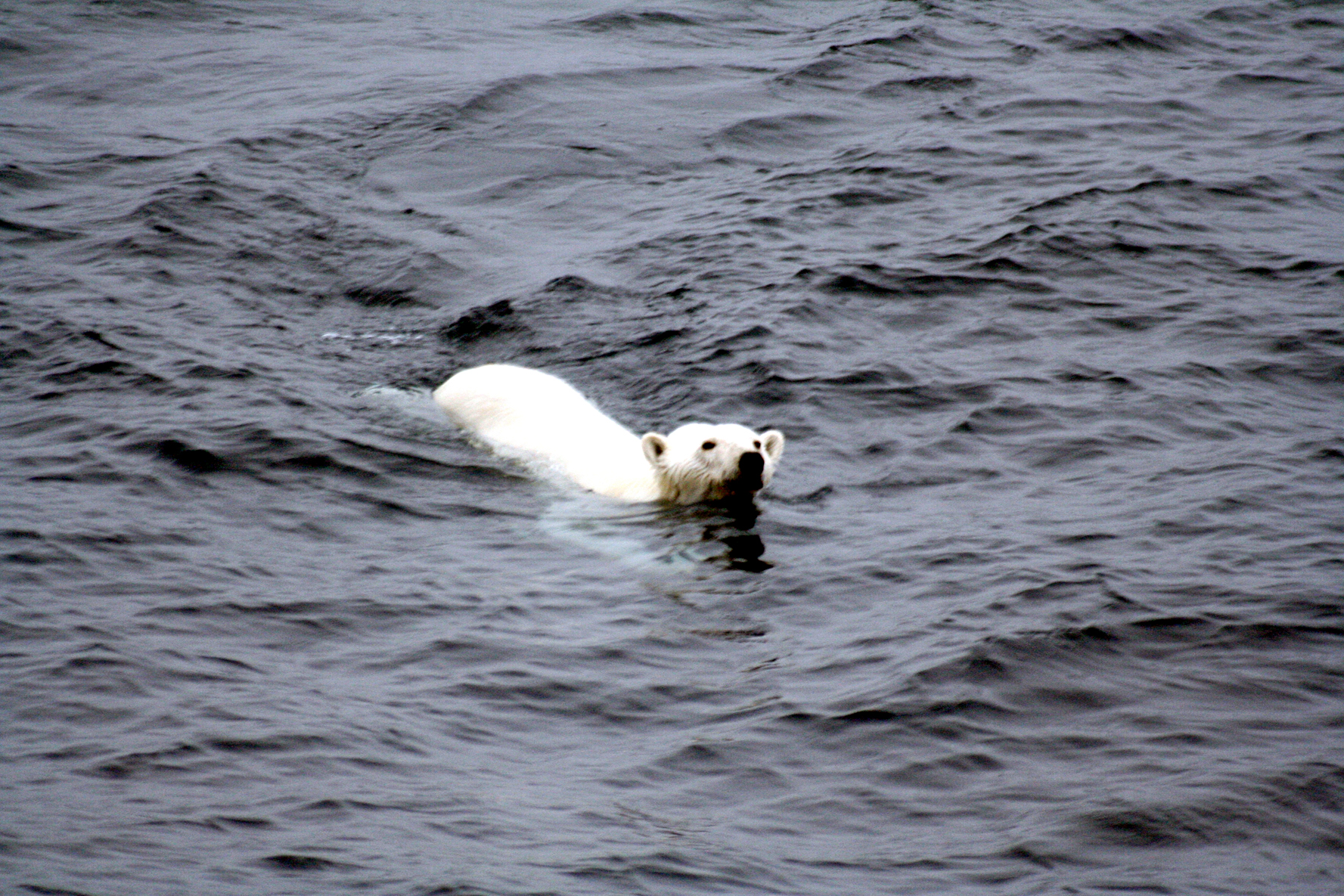
Animal nadando em mar aberto.

Os efeitos da mudança climática são mais pronunciados na porção sul da distribuição do urso-polar, e esta área é de fato onde a degradação significativa das populações locais tem sido mais observada. A subpopulação de Western Hudson Bay, na porção meridional do território, é umas das populações mais bem estudadas. Este agrupamento alimenta-se principalmente de focas-aneladas no final da primavera, quando os recém-desmamados e juvenis são caçados mais facilmente. O fim da temporada de caça da primavera termina quando o gelo começa a derreter e quebrar-se, e o urso não se alimenta ou come muito pouco durante o verão até o mar congelar novamente. Devido ao aquecimento das temperaturas do ar, o rompimento das banquisas no oeste da baía de Hudson está ocorrendo três semanas mais cedo do há 30 anos antes, reduzindo a duração da estação de caça. A condição corporal dos ursos-polares têm diminuído durante este período, o peso médio de uma  fêmea solitária (e provavelmente grávida) foi de aproximadamente 290 kg em 1980 e 230 kg em 2004. Entre 1987 e 2004, a subpopulação de Western Hudson Bay diminuiu 22%.
No Alasca, os efeitos do encolhimento do gelo do mar contribuíram para taxas mais elevadas de mortalidade em filhotes de urso-polar, e levaram à mudanças nos locais de maternidade de fêmeas grávidas. Nos últimos anos, os ursos-polares no Ártico tem se arriscado a nadar em distâncias mais longas que as habituais para encontrar alimento, resultando em quatro afogamentos registrados na regressão das banquisas de gelo de 2005.
Em 2022, cientistas canadenses e americanos observaram que ursos-polares passaram a se reunir perto de lixões, como o localizado em Belushya Guba, e restos de baleias, como os deixados pelos inuítes em Kaktovik. Isso ocorre porque as camadas de gelo estão derretendo no início do verão e congelando no final de outono, impossibilitando que eles se desloquem para o gelo para caçar focas. Outro fator preocupante é o aumento da população humana no Ártico. O conflito com humanos aumentou, inclusive em cidades onde não havia problemas com ursos. Também, a gestão de lixo em cidades remotas é preocupante, necessitando de investimento federal.

### Controvérsias
As preocupações sobre o futuro da espécie são frequentemente contrastadas com o fato que as estimativas populacionais têm aumentado nos últimos 50 anos e são relativamente estáveis.

### Cativeiro

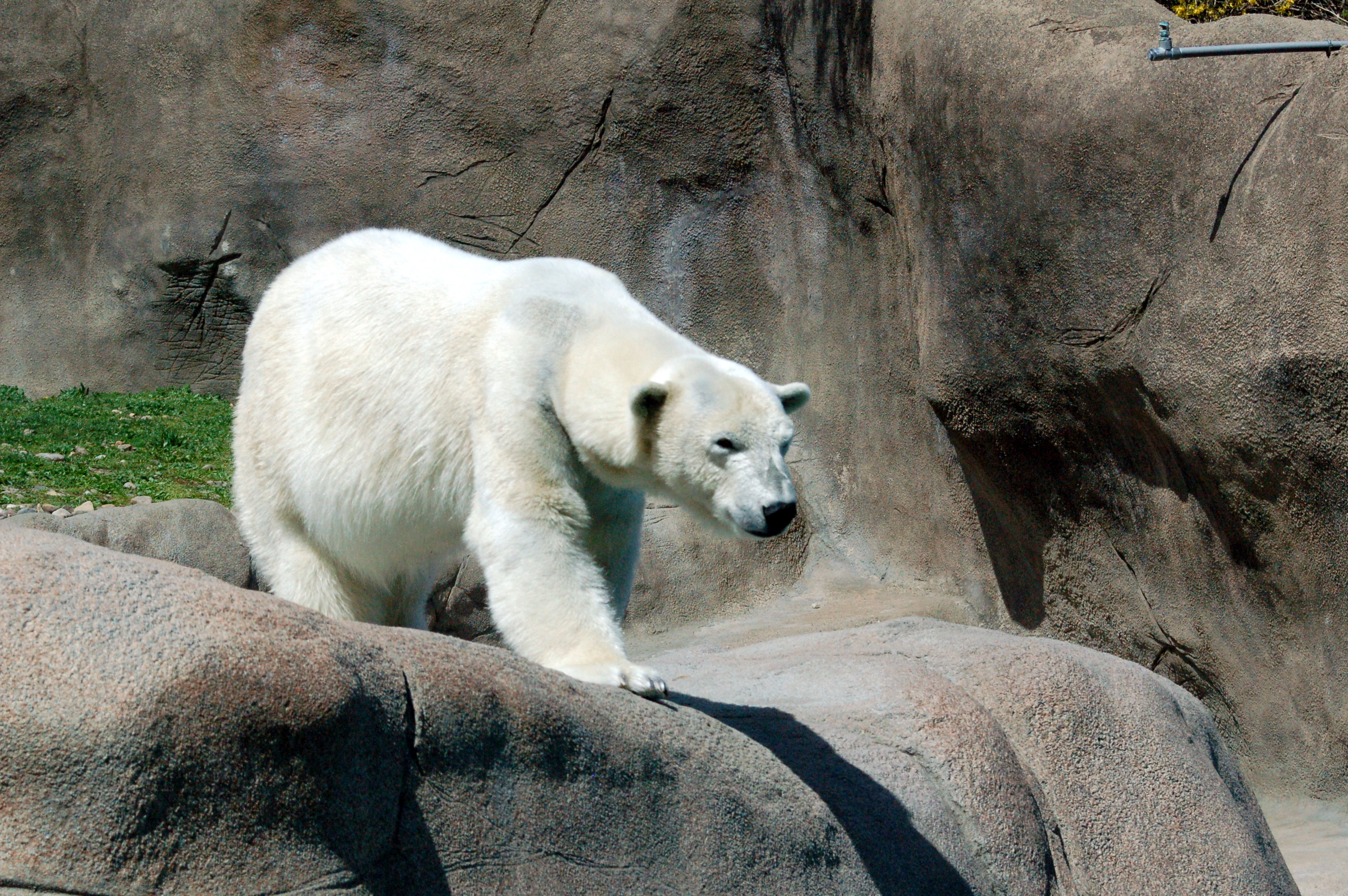
Urso-polar no Zoológico da Filadélfia.

O primeiro registro de um urso-polar cativo, provavelmente, pertence a um urso branco mantido no zoológico privativo de Ptolomeu II Filadelfo, rei do antigo Egito (285-246 a.C.), em Alexandria, há 2300 anos. Os romanos também possuíam registros de ursos-polares. Calpúrnio, em 57 d.C., escreveu sobre ursos perseguindo focas em um anfiteatro inundado. Os reis da Noruega frequentemente mantinham ursos-polares cativos desde Haroldo I em 800. Ursos-polares foram dados como presentes por islandeses para Henrique III, Sacro Imperador Romano-Germânico, em 1054 e para o rei Sueno II da Dinamarca, em 1064. O rei Haquino IV da Noruega presenteou Frederico II, Sacro Imperador Romano-Germânico, quando este estava com a corte em Palermo, na Sicília. Por sua vez, Frederico, em 1233, enviou o animal como presente para o sultão aiúbida Camil em Damasco. Em 1252 um urso-polar foi dado ao rei Henrique III pelo rei Haquino V da Noruega. O urso foi mantido na Torre de Londres e segundo uma lenda o animal saia para pescar no rio Tâmisa. Nos Estados Unidos, o primeiro urso-polar foi exibido em Boston, em 1733.
Muitos zoológicos ao redor do mundo abrigam ursos-polares. Historicamente os recintos não eram resfriados e na sua maioria eram feitos de concreto. Os recintos modernos, na sua maioria, apresentam sistema de refrigeração, piscinas e estruturas paisagísticas. O primeiro zoológico nos Estados Unidos, inaugurado em Filadélfia em 1859, tinha um urso-polar como uma de suas atrações. O Zoológico de Praga, em 1942, foi o primeiro a conseguir a reprodução em cativeiro com sucesso.

## Aspectos culturais

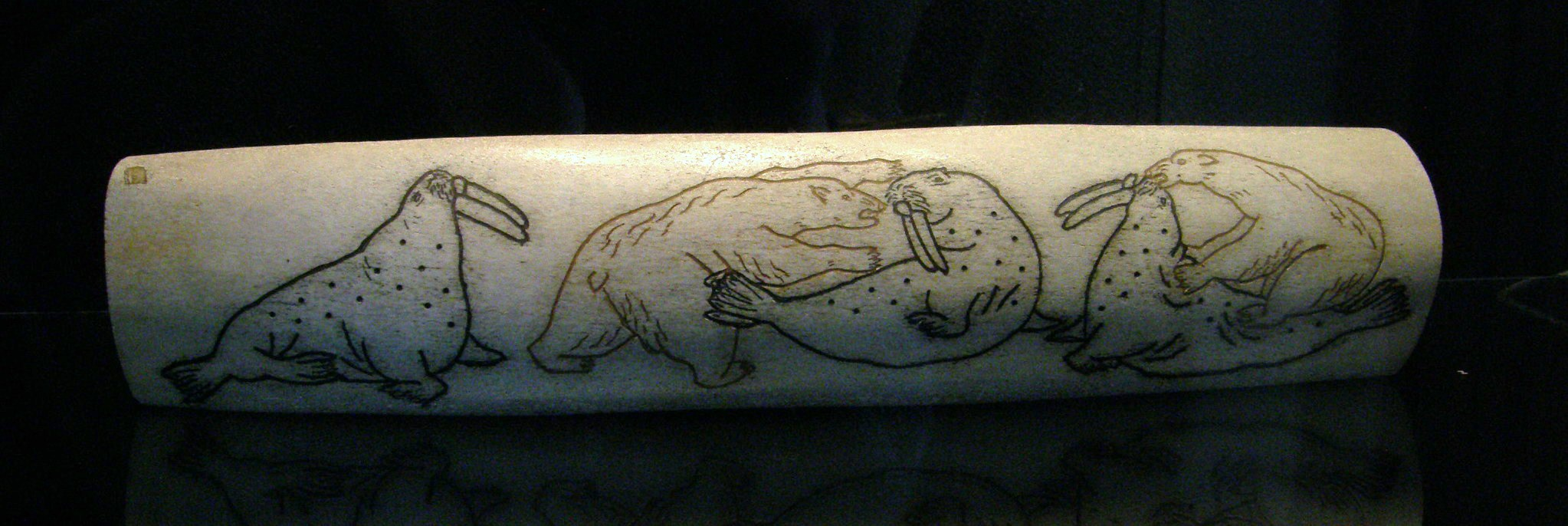
Entalhe feito por escultores chukchis na década de 1940 em uma presa de morsa, retratando ursos-polares caçando morsas.

Para os povos indígenas do Ártico, os ursos-polares têm desempenhado durante muito tempo um importante papel cultural e material. Restos da espécie foram encontrados em sítios arqueológicos datando de há 2000 a 3000 anos e pinturas rupestres em cavernas de 1500 anos de idade foram descobertas na península de Chukchi. De fato, têm sido sugerido que as habilidades na caça às focas e a construção de iglus dos povos do Ártico foi em parte adquirida dos ursos-polares.
Os inuítes e esquimós têm muitas lendas folclóricas cujo personagem é o urso-polar, incluindo lendas em que os ursos são os seres humanos quando dentro de suas próprias casas e que colocam as peles quando vão para fora, e histórias de como a constelação que assemelha-se a um grande urso cercado por cães surgiu. Estas lendas revelam o profundo respeito para com os ursos, que é retrato como espiritualmente poderoso e aparentado aos humanos. A postura quase humana quando em pé e sentado, e à semelhança de uma carcaça de urso para com o corpo humano, talvez tenham contribuído para a crença de que os espíritos dos seres humanos e ursos eram intercambiáveis.
Entre o povos chukchis e yupiks do leste da Sibéria, havia um antigo ritual xamanístico de "agradecimento" ao urso-polar caçado. Depois de matar o animal, a sua cabeça e a pele eram removidas e limpas e levadas para a casa, e um banquete era realizado no campo de caça em sua honra. A fim de apaziguar o espírito do urso, havia canções tradicionais e música de tambor e o crânio era cerimonialmente alimentado e recebia um cachimbo. Uma vez que o espírito fora apaziguado, o crânio era então separado da pele, levado para além dos limites da aldeia, e colocada no chão, virado para o norte. Muitas destas tradições foram esquecidas com o tempo, especialmente à luz da proibição total da caça ao urso promovida pela então União Soviética desde 1955.
Os nenets do centro-norte da Sibéria colocavam determinado valor sobre o poder de talismã feitos de dentes caninos proeminentes. Eles eram negociados em aldeias ao longo dos rios Yenisei e Khatanga para os povos que viviam nas florestas mais ao sul, que os costuravam em seus chapéus como proteção contra o urso-pardo. Acreditava-se que o "pequeno sobrinho" (o urso-pardo), não se atreveria a atacar um homem portando o dente do seu "tio grande" (o urso-polar). Os crânios de ursos-polares mortos eram enterrados em locais sagrados específicos e altares, chamados "sedyangi", construídos a partir dos crânios. Vários desses sítios foram preservadas no península de Yamal.

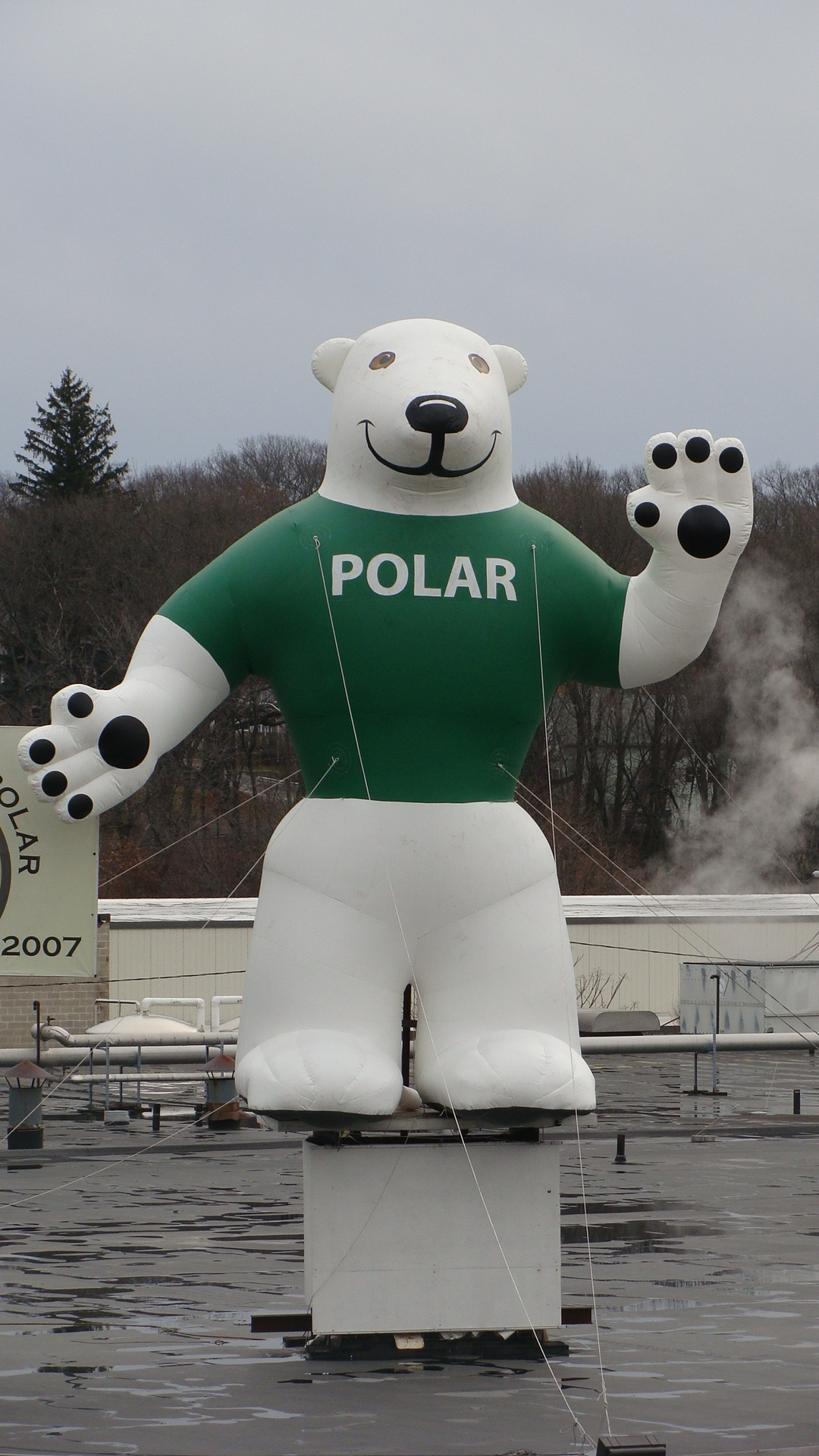
Orson, mascote da Polar Beverages.

Sua distinta aparência e associação com o Ártico fizeram do urso-polar um ícone popular, especialmente nas áreas onde ele é nativo. No Canadá, o toonie (moeda de dois dólares) apresenta a imagem de um urso e tanto nos Territórios do Noroeste quanto em Nunavut as placas de licenciamento veicular são em formato de urso. O urso-polar é o mascote do Bowdoin College, no Maine, desde 1913 e da Universidade de Alaska Fairbanks e foi escolhido como mascote para os Jogos Olímpicos de Inverno de 1988, realizado em Calgary, Canadá. Empresas como Coca-Cola (comerciais natalinos desde 1993), Nelvana (logo da empresa)  e Good Humor-Breyers (Klondike bar) têm usado imagens do urso-polar em publicidade. O urso-polar também é usado como mascote por algumas empresas, como a Fox's Glacier Mints, que tem como mascote "Peppy" desde 1922, a Bundaberg Rum usa o "Bundy bear" desde 1961, e a Polar Beverages que usa o urso "Orson" desde 1902.